# Scheidestube
Die Scheidestube war ein Raum, in dem im frühen Bergbau die Erze für die weitere Verarbeitung aufbereitet wurden. Sie befand sich in der Regel in einem separaten Gebäude, dem Scheidehaus, auch Scheidekaue genannt, in der Nähe des Ausschlagplatzes. In der Scheidestube arbeiteten die Scheidejungen.

## Aufbau, Abmessungen und Anforderungen
Das Scheidehaus wurde so angelegt, dass das Gebäude mit seiner Längsseite möglichst in südlicher, ggf. in westlicher, Richtung ausgerichtet war. Wenn es die örtlichen Gegebenheiten zuließen, lag der Boden der Scheidestube tiefer als der Ausschlagplatz, so dass die Erze ins Scheidehaus gerollt werden konnten. Je nach Bergwerk hatte das Scheidehaus eine Länge von 30 Fuß und eine Breite von 24 Fuß. Das Gebäude war zweigeschossig, der obere Dachboden konnte über eine Innentreppe erreicht werden. Auf der Südseite des Gebäudes wurden mehrere Fenster in die Wand eingebaut, um die in der Scheidestube vorhandenen Arbeitsplätze mit genügend Tageslicht zu versorgen. Weitere Fenster wurden auf Westseite eingebaut. Wenn es erforderlich war, wurden auch mehrere Fenster auf der Ostseite eingebaut. Zur besseren Ausnutzung des Tageslichts durften die für die Scheidestube verwendeten Fenster nicht zu klein gewählt werden. Zum Schutz vor herumfliegenden Steinsplittern wurden vor den Fenstern Drahtsiebe befestigt. Die Tür befand sich an einer anderen Seite des Raumes. Die Scheidestube musste genügend groß sein, um für alle anfallenden Arbeiten genügend Platz zu bieten. Eine bestimmte Mindesthöhe war erforderlich, damit der beim Scheiden der Erze auffliegende Staub nicht zu stark die Luft verunreinigte. Für eine gute Belüftung des Raumes sorgten die geöffnete Tür oder in die Fenster einmontierte Ventilatoren. Damit auch in den Wintermonaten in der Scheidestube gearbeitet werden konnte, musste die Stube beheizbar sein. Diese Anforderung wurde im Oberharzer Bergbau erst in der ersten Hälfte des 19. Jahrhunderts erfüllt.

## Innenausstattung
In der Scheidestube befanden sich zunächst einmal die Scheidebänke. Diese waren unter den jeweiligen Fenstern montiert und zwar so, dass maximal zwei Scheideorte von einem Fenster mit Tageslicht versorgt wurden. An der Wand, in der sich die Tür befand, wurde keine Scheidebank montiert. In der Mitte der Scheidestube befand sich ein langer Tisch, auf den die Scheidegänge gestürzt werden konnten. Um die Scheidestube in den Wintermonaten beheizen zu können, war in ihr ein Ofen eingebaut. An den einzelnen Arbeitsplätzen befanden sich die Werkzeuge, Hämmer und Scheidefäustel, die für die jeweiligen Arbeiten benötigt wurden. Zum Sammeln der aufbereiteten Erze befanden sich an den Arbeitsplätzen der Scheidebank mehrere Körbe. Auch für das taube Gestein wurden Körbe oder Fässer bereitgestellt.

## Nutzung der Räumlichkeiten
In der Scheidestube erfolgte das Reinscheiden der Erze. Hierfür wurden die auf den Tisch gestürzten Scheidegänge zunächst mit Wasser übergossen, um sie vom Staub zu befreien. Anschließend wurden sie entsprechend an die einzelnen Scheidejungen verteilt. In einigen Scheidestuben arbeiten teilweise bis zu 36 Scheidejungen. Die Scheidegänge wurden nach dem Verteilen zunächst von einem Arbeiter zur Scheidebank getragen. Dort wurden die Erzbrocken zerschlagen und das taube Gestein abgetrennt. Außerdem wurden bei gemischten Erzen die einzelnen Erzsorten voneinander getrennt und sortiert gesammelt. Um die aufbereiteten Erze für die weitere Verarbeitung zu lagern, hatte jede Scheidestube auf der Rückseite des Gebäudes eine oder mehrere Erzkammern.